# 寺中站
寺中站（日语：／ Jichu eki */?）是位於石川縣金澤市寺中町，北陸鐵道金石線的鐵路車站（廢站）。

## 歷史
- 日期不詳[注 1]：金石電気鐵道車站啟用。當初此站設有待避線，以用作列車交會之用。
- 1943年（昭和18年）10月13日：在合併後成為北陸鐵道金石線車站。
- 1971年（昭和46年）9月1日：金石線全線廢除，此站也被廢除[1]。

## 車站構造
此站是無人車站，設有1面1線的單式月台。

## 現狀
車站遺址被用作擴寬金石街道。

## 相鄰車站
北陸鐵道
金石線
畝田－寺中－金石

## 注腳

## 相關項目
- 日本鐵路車站列表 Shi